# Notoliparis kermadecensis
Notoliparis kermadecensis är en fiskart som först beskrevs av Nielsen, 1964.  Notoliparis kermadecensis ingår i släktet Notoliparis och familjen Liparidae. Inga underarter finns listade i Catalogue of Life.